# Julie Smith
Julie Smith, född den 10 maj 1968 i Glendora, Kalifornien, är en amerikansk softbollspelare.
Hon tog OS-guld i samband med de olympiska softboll-turneringarna 1996 i Atlanta.